# Malowany welon
Malowany welon (ang. The Painted Veil) – amerykańsko-chińsko-kanadyjski dramat filmowy z 2006 roku w reżyserii Johna Currana. Ekranizacja powieści pod tym samym tytułem autorstwa Williama Somerseta Maughama. 
Rozgrywająca się w malowniczych plenerach Dalekiego Wschodu opowieść o namiętności i służbie, zdradzie i przebaczeniu, miłości małżeńskiej i wierze. Remake adaptacji filmowej pt. Malowana zasłona (1934) Ryszarda Bolesławskiego z Gretą Garbo w roli głównej.

## Opis fabuły
Lata 20. XX wieku. Wiodąca beztroskie życie Kitty za namową rodziców wychodzi za mąż za zakochanego w niej bakteriologa Waltera Fane. Wkrótce wyjeżdżają do Szanghaju, gdzie naukowiec ma swoje laboratorium badawcze. Znudzona milczącym i poważnym mężem oraz bezczynną samotnością Kitty nawiązuje romans z brytyjskim konsulem. Walter odkrywa zdradę i w akcie desperacji przyjmuje posadę lekarza w odległej chińskiej prowincji, gdzie śmiertelne żniwo zbiera epidemia cholery. Niewiernej żonie stawia ultimatum – wyjazd u jego boku albo rozwód z oskarżeniem o cudzołóstwo. Nie mogąc liczyć na kochanka, kobieta decyduje się pozostać przy mężu. Obserwując jak ten poświęca się i ryzykuje życie lecząc ludzi, coraz bardziej docenia jego pracę i jego jako człowieka. Z kolei, pomagając w szpitalu i sierocińcu, zaczyna inaczej patrzeć na życie w ogóle – odkrywa radość niesienia pomocy i bycia użyteczną. Małżeństwo stopniowo porzuca wzajemne pretensje i przezwycięża urazy. Kiedy jednak zaczyna cieszyć się wspólnym życiem, nieoczekiwanie okoliczności komplikują się.

### Obsada
- Naomi Watts jako Kitty Fane
- Edward Norton jako Walter Fane
- Liev Schreiber jako Charlie Townsend, brytyjski dyplomata i kochanek Kitty
- Toby Jones jako Waddington, brytyjski urzędnik i przyjaciel państwa Fane
- Diana Rigg jako matka przełożona zakonu prowadzącego sierociniec
- Anthony Wong Chau-Sang jako generał Kuomintangu Yu
- Catherine An jako gospodyni państwa Fane

## Nagrody i nominacje
Złote Globy 2006
- Najlepsza muzyka - Alexandre Desplat